# Dusona sachalini
Dusona sachalini là một loài tò vò trong họ Ichneumonidae.